# Бахт Сингх (Марвар)
Бахт Сингх или Бахат Сингх (хинди बख्त सिंह (मारवाड़); 16 августа 1706 — 21 сентября 1752) — раджа раджпутского княжества Марвар (июль 1751 — 21 сентября 1752) из династии Ратхор. Правил различными владениями в княжествах Джодхпур и Марвар и при жизни был крупной политической силой.

## Ранняя жизнь и политическое восхождение

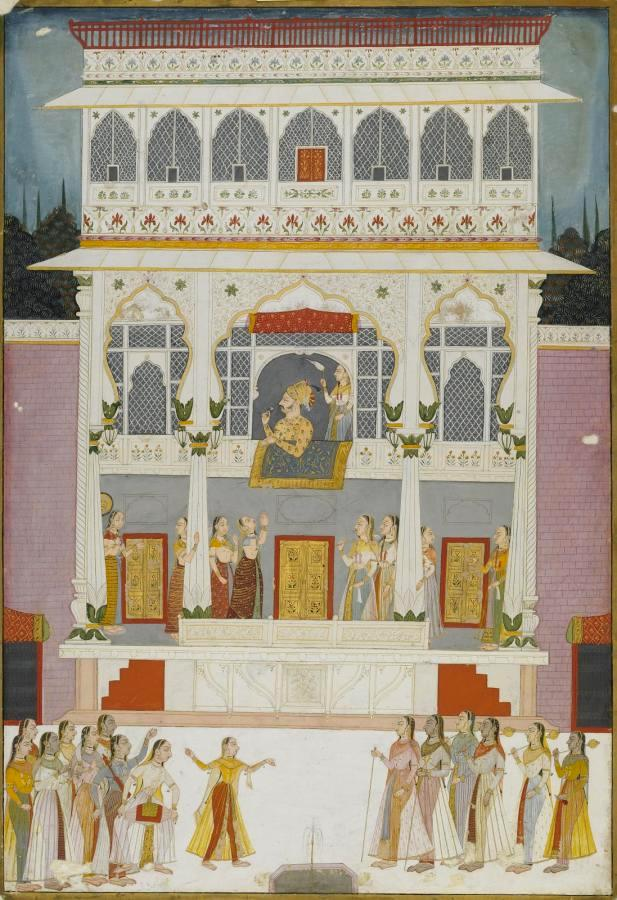
Махараджа Бахт Сингх у окна Джароха в Бахат Сингх Махал, Нагаур

Бахт Сингх родился 16 августа 1706 года в Джодхпуре. Второй сын Аджита Сингха (1679—1724), махараджи Марвара (1679—1724). На момент рождения Бахта его семья находилась в открытом восстании против Империи Великих Моголов из-за продолжающегося территориального спора из-за Гуджарата. Его отец был помилован Мухаммадом Азамом Шахом в 1708 году, предоставив клану Ратхор контроль над княжеством Марвар и городом Джодхпур.
В 1724 году Бахт Сингх и его старший брат Абхай Сингх составили заговор с целью убить своего отца и узурпировать его титул раджи. Им это удалось, и Абхай Сингх стал махараджей княжества Марвар и Джодхпур. Эта резкая смена руководства вызвала кратковременную гражданскую войну среди Ратхоров в Марваре, во время которой братья наняли маратхских солдат для борьбы со своими врагами. В это время Марвар был вассалом империи Великих Моголов, которая находилась в постоянном конфликте с Маратхской империй. Допущение солдат маратхов на территорию Великих Моголов для решения внутреннего спора фактически привело к отчуждению Ратхоров из правительства Великих Моголов.

## Осада Ахмедабада
В 1730 году Абхай Сингх, махараджа Марвара, был назначен губернатором (субадаром) Гуджарата. Прежний губернатор Сарбуланд-хан отказался добровольно уступить свой пост Абхаю Сингху. Абхай Сингх во главе армии осадил город Ахмедабад, столицу Гуджарата. Его брат Бахт Сингх лично руководил штурмом города, армия Марвара потеряла 120 солдат и 700 были ранены, в то время как Сарбуланд-хан потерял своего сына в канонаде и большую часть его люди были убиты вместе с высокопоставленными могольскими мансабдарами (дворянами), некоторые из которых достигали 3000 человек. Сарбуланд-хан сдался после трех дней боев и был отправлен в столицу. Бахт Сингх получил высокую оценку за храбрость во время битвы.

## Удел

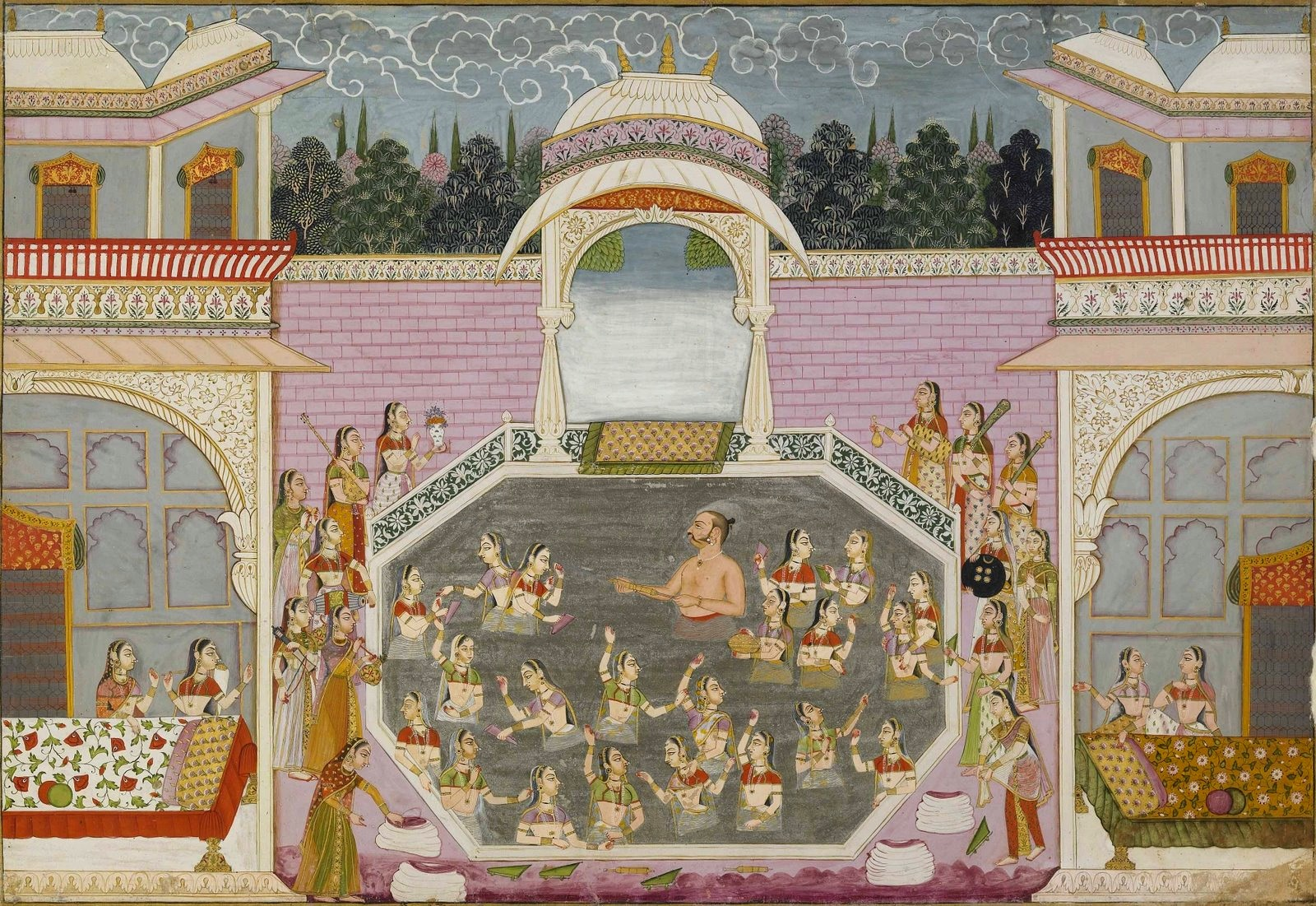
Бахт Сингх радуется во время Холи, Нагаур, ок. 1748—1750; 44,1 х 65,1 см. Фонд музея Мехрангарха

К 1739 году Бахт Сингх был назначен правителем Нагаура. Стремясь расширить свое влияние, он попытался добиться уступок от раджпутского княжества Биканер, обратившись за поддержкой к своему старшему брату. Раджа Биканера направил письмо Джаю Сингху II, могущественному махарадже княжества Джайпур, с просьбой о помощи. Джай Сингх отправил Абхаю Сингху письмо с просьбой проявить снисхождение к Биканеру, просьбу, которую Абхай резко опроверг. Стремясь положить конец конфликту, Джай Сингх направил к Бахту Сингху своего министра Видьядхара. Бахт Сингх согласился прекратить конфликт, если Джайпур заплатит ему и отдаст город Мерта. Это было сделано, и теперь, когда Бахт Сингх был устранен как угроза, Джай Сингх смог заставить Абхая Сингха заключить мир. Не имея возможности противостоять Джайпуру в одиночку, махараджа Марвара Абхай Сингх был вынужден подписать договор с Джай Сингхом. Княжество Марвар было вынуждено заплатить 1 лакх (100000) рупий моголам, 20 лакхов (2000000) в Джайпур, передать заложников, и согласился на запрет посылать эмиссаров ко двору Великих Моголов без прямого одобрения Джая Сингха. Последнее условие фактически сделало Марвар вассалом Джайпура, поскольку Абхай Сингх больше не мог просить помощи у правительства Великих Моголов. Договор привел в ярость многих членов клана Ратхор, большинство из которых считали, что Бахт Сингх несет ответственность за катастрофу.

### Битва при Гангване
В 1741 году Абхай Сингх начал собирать свои силы в Джодхпуре, готовясь к войне мести против Джайпура. Джай Сингх обнаружил эти передвижения и собрал свою армию (40 000—100 000 человек) для вторжения в Марвар. По мере продвижения джайпурской армии Бахт Сингх прибыл в Мерту, передовой лагерь армии Ратхор и Марвара. Он вошел в дурбар раджи, где был наказан своими товарищами Ратхорами за предательство. Бхакт признал свой проступок и пообещал повести свой личный кавалерийский контингент (из 1000 человек) против наступающего Джайпура.
В последовавшей битве при Гангване Бахту Сингху и его кавалерии из 1000 солдат удалось нанести тяжелые потери армии Джайпура. Более 12 000 раджпутов и моголов были убиты, потери были настолько велики, что Джай Сингх прекратил кампанию и был вынужден заключить мир при посредничестве Абхая Сингха. Бахт Сингх, раненный как пулей, так и стрелой во время боя, был еще раз восхвален за свою доблесть . Джай Сингх так и не оправился от шока, понесенного в результате потерь в этой битве, и умер 2 года спустя.

## Поздняя жизнь
29 июня 1741 года император Великих Моголов предложил Бахту Сингху должность губернатора (субадара) в Гуджарате. Моголы надеялись, что Бахт Сингх сможет стать их субадаром и противостоять растущей мощи маратхов. Прежде чем согласиться, Бахт Сингх послал своих шпионов в Гуджарат и, узнав о безнадежной ситуации, отклонил предложение .
17 июня 1749 года Абхай Сингх умер, и ему наследовал его старший сын Рам Сингх. Бахт Сингх (его дядя) не согласился с этим правом первородства и поднял восстание. Бахт Сингх одержал победу в битве при Луньявасе, став махараджей Марвара и Джодхпура в июле 1751 года. Первым шагом Бахта Сингха как правителя было собрать армию в Аджмере и начать укреплять свои владения, чтобы защитить Марвар от внешних угроз, таких как моголы, маратхи и афганцы. В мае 1752 года Джаяпа Синдхиа и Рам Сингх напали на Аджмер, разграбили его и вырезали население. Узнав о вторжении, Бахт Сингх выступил со своей армией и разбил лагерь в 8 милях от Аджмера. Он подождал до июля, а затем напал на Джаяпу. Бахт Сингх заблокировал окружающие пути и разместил свои орудия на холме, затем он обстрелял маратхов, понеся тяжелые потери, маратхи бежали вместе с армией Рам Сингха. Бахт Сингх умер внезапной смертью 21 сентября 1752 года. Согласно персидским историкам, он умер от холеры, в то время как Вир Винод утверждает, что он был отравлен Мадхо Сингх I. Его сын Виджай Сингх унаследовал его титулы. Гражданская война в Ратхоре между Виджаем Сингхом и Рамом Сингхом, последовавшая после смерти Бахта Сингха, в конечном итоге привела к падению клана Ратхор.